# Druga hrvatska nogometna liga 1994-1995
La Druga hrvatska nogometna liga 1994-1995, conosciuta anche come 2. HNL 1994-1995, è stata la quarta edizione della seconda serie del campionato di calcio croato e si è conclusa con la vittoria del Hrvatski Dragovoljac nel Girone Ovest, dello Slavonija Požega nel Girone Nord e del Uskok Klis nel Girone Sud, vittoria che ha valso la promozione a tutte e tre, insieme alle seconde classificate (rispettivamente Orijent, Mladost 127 e Dubrovnik)
Con la stagione seguente la Druga liga passa al 3º livello, mentre il 2° è costituito la Prva liga B. Le prime 2 dei tre gironi sono passate alla Prva liga "B", mentre le altre, rimanendo nella Druga liga, sono in pratica retrocesse. Questa è stata la prima stagione con i 3 punti a vittoria.
Il format previsto per la  stagione successiva è di 3 gironi di 16 squadre ciascuno.

## Avvenimenti
Delle 32 squadre della stagione precedente, due sono state promosse in 1. HNL e una è stata retrocessa in 3. HNL

Dalla divisione inferiore sono state promosse 19 squadre, 4 sono state retrocesse da quella superiore, portando così l'organico a 52 compagini.

### Cambio denominazione
- Labin → Rudar Labin
- Novi Zagreb → Hrvatski Dragovoljac

## Girone Ovest

### Squadre partecipanti
| Squadra              | Sede          | Stadio                 | Stagione 1993-94 | Stagione 1993-94 |
| Squadra              | Sede          | Stadio                 | Pos.             | Divisione        |
| -------------------- | ------------- | ---------------------- | ---------------- | ---------------- |
| Pazinka              | Pisino        | Gradski                | 15°              | 1. HNL           |
| Dubrava              | Zagabria      | SRC Dubrava            | 17º              | 1. HNL           |
| Radnik V. Gorica     | Velika Gorica | Radnik                 | 18°              | 1. HNL           |
| Orijent              | Fiume         | Krimeja                | 2º               | 2. HNL Sud       |
| Jadran Poreč         | Parenzo       | Veli Jože              | 3º               | 2. HNL Sud       |
| Rovinj               | Rovigno       | Valbruna               | 5º               | 2. HNL Sud       |
| Rudar Labin          | Albona        | Gradski                | 10º              | 2. HNL Sud       |
| Uljanik              | Pola          | Veruda                 | 14º              | 2. HNL Sud       |
| Nehaj Senj           | Segna         | Pod Nehajem            | 16º              | 2. HNL Sud       |
| Samobor              | Samobor       | Gradski                | 2º               | 2. HNL Nord      |
| Špansko              | Zagabria      | ŠRC Špansko            | 3º               | 2. HNL Nord      |
| Karlovac             | Karlovac      | Branko Čavlović-Čavlek | 10º              | 2. HNL Nord      |
| Trešnjevka           | Zagabria      | Graba                  | 11º              | 2. HNL Nord      |
| Vrapče               | Zagabria      | Vrapče                 | 12º              | 2. HNL Nord      |
| Buje                 | Buie          | Gradski                | 1º               | 3. HNL Ovest     |
| Sesvete              | Zagabria      | ŠRC Sesvete            | 1º               | 3. HNL Centro    |
| Ponikve              | Zagabria      | ŠRC Ponikve            | 2º               | 3. HNL Centro    |
| Napredak DCD         | Velika Mlaka  | Velika Mlaka           | 3º               | 3. HNL Centro    |
| Hrvatski Dragovoljac | Zagabria      | SRC Stjepan Spajić     | 4º               | 3. HNL Centro    |

### Classifica
|                  | Pos. | Squadra               | Pt | G  | V  | N  | P  | GF | GS | DR  |
| ---------------- | ---- | --------------------- | -- | -- | -- | -- | -- | -- | -- | --- |
|                  | 1.   | Hrvatski Dragovoljac  | 95 | 36 | 30 | 5  | 1  | 83 | 12 | +71 |
|                  | 2.   | Orijent               | 80 | 36 | 24 | 8  | 4  | 86 | 19 | +67 |
|                  | 3.   | Sesvete               | 69 | 36 | 20 | 9  | 7  | 77 | 38 | +39 |
|                  | 4.   | Napredak Velika Mlaka | 67 | 36 | 21 | 4  | 11 | 74 | 37 | +37 |
|                  | 5.   | Ponikve               | 61 | 36 | 17 | 10 | 9  | 63 | 40 | +23 |
|                  | 6.   | Pazinka               | 54 | 36 | 16 | 6  | 14 | 50 | 46 | +4  |
|                  | 7.   | Radnik V. Gorica      | 53 | 36 | 16 | 5  | 15 | 49 | 47 | +2  |
|                  | 8.   | Vrapče Zagabria       | 51 | 36 | 13 | 12 | 11 | 41 | 30 | +1  |
|                  | 9.   | Jadran Parenzo        | 50 | 36 | 15 | 5  | 16 | 53 | 50 | +3  |
|                  | 10.  | Samobor               | 50 | 36 | 14 | 8  | 14 | 57 | 55 | +2  |
|                  | 11.  | Špansko Zagabria      | 50 | 36 | 14 | 8  | 14 | 48 | 47 | +1  |
|                  | 12.  | Karlovac              | 47 | 36 | 13 | 8  | 15 | 59 | 35 | +24 |
|                  | 13.  | Uljanik               | 44 | 35 | 12 | 8  | 15 | 40 | 48 | −8  |
|                  | 14.  | Buje                  | 40 | 36 | 12 | 4  | 20 | 39 | 66 | −27 |
|                  | 15.  | Trešnjevka            | 39 | 36 | 11 | 6  | 19 | 53 | 73 | −20 |
|                  | 16.  | Rovigno               | 36 | 36 | 11 | 3  | 22 | 33 | 86 | −53 |
|                  | 17.  | Rudar Labin           | 33 | 36 | 9  | 6  | 21 | 38 | 95 | −57 |
|                  | 18.  | Nehaj Senj            | 26 | 35 | 6  | 8  | 21 | 27 | 71 | −44 |
|                  | 19.  | Dubrava               | 15 | 36 | 4  | 3  | 29 | 22 | 97 | −75 |
| Fonte: rsssf.com |      |                       |    |    |    |    |    |    |    |     |

Legenda:

      Promossa in 1.HNL "B" 1995-1996.

      Retrocessa in 3.HNL 1995-1996.
Note:

Tre punti a vittoria, uno a pareggio, zero a sconfitta.
La partita Uljanik−Nehaj non è stata disputata.

## Girone Nord

### Squadre partecipanti
| Squadra                  | Sede                     | Stadio                      | Stagione 1993-94 | Stagione 1993-94 |
| Squadra                  | Sede                     | Stadio                      | Pos.             | Divisione        |
| ------------------------ | ------------------------ | --------------------------- | ---------------- | ---------------- |
| Spačva                   | Vinkovci                 | Lenije                      | 4º               | 2. HNL Nord      |
| Croatia Đakovo           | Đakovo                   | NK Croatia                  | 5º               | 2. HNL Nord      |
| Slaven Belupo            | Koprivnica               | Gradski                     | 6º               | 2. HNL Nord      |
| Bjelovar                 | Bjelovar                 | Gradski                     | 7º               | 2. HNL Nord      |
| Mladost Cestorad         | Cerić, Nuštar            | Stadion Mladost di Vinkovci | 8º               | 2. HNL Nord      |
| Metalac OLT              | Osijek                   | ŠC Bikara                   | 9º               | 2. HNL Nord      |
| Jedinstvo Donji Miholjac | Donji Miholjac           | Jedinstvo                   | 13º              | 2. HNL Nord      |
| Olimpija Osijek          | Osijek                   | Donji Grad                  | 14º              | 2. HNL Nord      |
| Budućnost Hodošan        | Hodošan, Donji Kraljevec | Sportski dom                | 15º              | 2. HNL Nord      |
| Mladost 127              | Suhopolje                | Park                        | 1º               | 3. HNL Nord      |
| Križevci                 | Križevci                 | Gradski                     | 2º               | 3. HNL Nord      |
| Čakovec Union            | Čakovec                  | SRC Mladost                 | 3º               | 3. HNL Nord      |
| Podravina                | Ludbreg                  | NK Podravina                | 4º               | 3. HNL Nord      |
| NK Đakovo                | Đakovo                   | NK Đakovo                   | 1º               | 3. HNL Est       |
| Slavonija Požega         | Požega                   | Gradski                     | 2º               | 3. HNL Est       |
| Valpovka                 | Valpovo                  | Sportski park               | 3º               | 3. HNL Est       |

### Classifica
|                  | Pos. | Squadra                  | Pt | G  | V  | N  | P  | GF | GS | DR  |
| ---------------- | ---- | ------------------------ | -- | -- | -- | -- | -- | -- | -- | --- |
|                  | 1.   | Slavonija Požega         | 65 | 30 | 20 | 5  | 5  | 69 | 26 | +43 |
|                  | 2.   | Mladost 127              | 65 | 30 | 21 | 2  | 7  | 61 | 31 | +30 |
|                  | 3.   | Slaven Belupo            | 57 | 30 | 17 | 6  | 7  | 68 | 25 | +43 |
|                  | 4.   | Bjelovar                 | 55 | 30 | 15 | 10 | 5  | 69 | 25 | +44 |
|                  | 5.   | Čakovec Union            | 49 | 30 | 15 | 4  | 11 | 54 | 52 | +2  |
|                  | 6.   | Budućnost Hodošan        | 48 | 30 | 13 | 9  | 8  | 46 | 33 | +13 |
|                  | 7.   | Mladost Cernik           | 44 | 30 | 13 | 5  | 12 | 52 | 44 | +8  |
|                  | 8.   | Croatia Đakovo           | 39 | 30 | 13 | 3  | 14 | 43 | 44 | −1  |
|                  | 9.   | Jedinstvo Donji Miholjac | 39 | 30 | 12 | 3  | 15 | 39 | 44 | −5  |
|                  | 10.  | Spačva Vinkovci          | 38 | 30 | 10 | 8  | 12 | 40 | 46 | −6  |
|                  | 11.  | Metalac Osijek           | 35 | 30 | 10 | 5  | 15 | 39 | 53 | −14 |
|                  | 12.  | NK Đakovo                | 34 | 30 | 10 | 4  | 16 | 40 | 47 | −7  |
|                  | 13.  | Podravina Ludbreg        | 32 | 30 | 9  | 5  | 16 | 31 | 56 | −25 |
|                  | 14.  | Olimpija Osijek          | 30 | 30 | 8  | 6  | 16 | 40 | 69 | −29 |
|                  | 15.  | Križevci                 | 27 | 30 | 8  | 3  | 19 | 30 | 79 | −49 |
|                  | 16.  | Valpovka                 | 16 | 30 | 2  | 10 | 18 | 21 | 68 | −47 |
| Fonte: rsssf.com |      |                          |    |    |    |    |    |    |    |     |

Legenda:

      Promossa in 1.HNL "B" 1995-1996.

      Retrocessa in 3.HNL 1995-1996.
Note:

Tre punti a vittoria, uno a pareggio, zero a sconfitta.

## Girone Sud

### Squadre partecipanti
| Squadra               | Sede              | Stadio                   | Stagione 1993-94 | Stagione 1993-94 |
| Squadra               | Sede              | Stadio                   | Pos.             | Divisione        |
| --------------------- | ----------------- | ------------------------ | ---------------- | ---------------- |
| Dubrovnik             | Ragusa            | Lapad                    | 14º              | 1. HNL           |
| Jadran Kaštel Sućurac | Castel S. Giorgio | Zrinski                  | 4º               | 2. HNL Sud       |
| Split                 | Spalato           | Park mladeži             | 6º               | 2. HNL Sud       |
| Uskok Klis            | Clissa            | Iza Grada                | 7º               | 2. HNL Sud       |
| Croatia Zmijavci      | Zmijavci          | ŠRC Marijan Šuto         | 8º               | 2. HNL Sud       |
| Neretvanac Opuzen     | Fort'Opus         | Podvornica               | 9º               | 2. HNL Sud       |
| Jadran NGB Ploče      | Porto Tolero      | Jadranovo                | 11º              | 2. HNL Sud       |
| Solin                 | Salona            | pokraj Jadra             | 12º              | 2. HNL Sud       |
| Junak Sinj            | Signo             | Gradski                  | 13º              | 2. HNL Sud       |
| Prevlaka              | Gruda             | ŠC Gnjile                | 15º              | 2. HNL Sud       |
| Mosor                 | Žrnovnica         | Pricviće                 | 1º               | 3. HNL Sud       |
| Zmaj Makarska         | Macarsca          | Gradski sportski centar  | 2º               | 3. HNL Sud       |
| Trogir                | Traù              | Batarija                 | 3º               | 3. HNL Sud       |
| Omiš                  | Almissa           | Anđelko Marušić – Ferata | 4º               | 3. HNL Sud       |
| Val Kaštel Stari      | Castelvecchio     | Vukovar                  | 5º               | 3. HNL Sud       |
| Raštane               | Gornje Raštane    | Tihomir Mitrović         | 6º               | 3. HNL Sud       |
| Jadran Tučepi         | Tučepi            | Slatina                  | 7º               | 3. HNL Sud       |

### Classifica
|                  | Pos. | Squadra               | Pt | G  | V  | N  | P  | GF | GS | DR  |
| ---------------- | ---- | --------------------- | -- | -- | -- | -- | -- | -- | -- | --- |
|                  | 1.   | Uskok Klis            | 66 | 32 | 20 | 6  | 6  | 59 | 23 | +36 |
|                  | 2.   | Dubrovnik             | 62 | 32 | 18 | 8  | 6  | 60 | 28 | +32 |
|                  | 3.   | Solin                 | 57 | 32 | 16 | 9  | 7  | 54 | 27 | +27 |
|                  | 4.   | RNK Spalato           | 55 | 32 | 15 | 10 | 7  | 51 | 34 | +17 |
|                  | 5.   | Mosor                 | 51 | 32 | 14 | 9  | 9  | 52 | 29 | +23 |
|                  | 6.   | Trogir                | 49 | 32 | 13 | 10 | 9  | 31 | 31 | 0   |
|                  | 7.   | Slaven Gruda          | 42 | 32 | 12 | 6  | 14 | 35 | 38 | −3  |
|                  | 8.   | Junak Sinj            | 40 | 32 | 10 | 10 | 12 | 37 | 37 | 0   |
|                  | 9.   | Jadran Kaštel Sućurac | 40 | 32 | 9  | 13 | 10 | 37 | 43 | −6  |
|                  | 10.  | Jadran Ploče          | 39 | 32 | 9  | 12 | 11 | 41 | 52 | −11 |
|                  | 11.  | Val Kaštel Stari      | 37 | 32 | 9  | 10 | 13 | 30 | 36 | −6  |
|                  | 12.  | Omiš                  | 36 | 32 | 8  | 12 | 12 | 36 | 38 | −2  |
|                  | 13.  | Raštane               | 36 | 32 | 9  | 9  | 14 | 36 | 47 | −11 |
|                  | 14.  | Zmaj Makarska         | 36 | 32 | 11 | 3  | 18 | 39 | 53 | −14 |
|                  | 15.  | Jadran Tučepi         | 35 | 32 | 9  | 8  | 15 | 40 | 55 | −15 |
|                  | 16.  | Croatia Zmijavci      | 34 | 32 | 8  | 10 | 14 | 42 | 63 | −21 |
|                  | 17.  | Neretvanac Opuzen     | 23 | 32 | 4  | 11 | 17 | 25 | 71 | −46 |
| Fonte: rsssf.com |      |                       |    |    |    |    |    |    |    |     |

Legenda:

      Promossa in 1.HNL "B" 1995-1996.

      Retrocessa in 3.HNL 1995-1996.
Note:

Tre punti a vittoria, uno a pareggio, zero a sconfitta.